# Пожежа у флігелі
«Пожежа у флігелі» — радянський короткометражний художній телефільм режисера Євгена Татарського, його дипломна робота. Знятий на кіностудії «Ленфільм» в 1973 році за оповіданням «Пожежа у флігелі, або Подвиг в льодах» з циклу «Деніскині розповіді» Віктора драгунського. Фільм отримав Гран-прі фестивалю телевізійних фільмів у Мюнхені.

## Сюжет
Загравшись у дворі, Денис і Мішка, домовилися не відволікатися по дорозі в школу, щоб не запізнитися до початку уроків. Вони чесно стримували себе, поки їм не зустрівся орел, якого просила зловити дівчинка, що бігла за ним. Після запізнення, хлопчики, боячись, що про птаха у центрі великого міста ніхто не повірить, придумали в своє виправдання історію з пожежею у флігелі і врятоване ними малятко. Але Мішка, затримавшись у гардеробі, вирішив, що розповість усе перший. І несподівано почав розповідь про тонучого в ставку хлопчика. Вчителька стала соромити хлопців за брехню, поки не прийшов завуч і не розповів, що з «живого куточка» сусідньої школи полетів рідкісний орел, спійманий учнями їхнього класу.

## У ролях
- Саша Михайлов —  Денис Корабльов
- Саша Хмельницький —  Мішка Слонов
- Олег Даль —  скульптор
- Ліана Жванія —  Раїса Іванівна, вчителька
- Ольга Богданова —  дівчинка з орлом
- Маргарита Сергеєчева —  Рита
- Олег Бєлов —  завуч
- Олена Ванчугова —  вахтерка
- Віктор Татарський —  малюк з ключкою
- Яків Голяков —  старий-орел (в титрах не вказаний)

## Знімальна група
- Автор сценарію:  Валерій Попов
- Режисер-постановник:  Євген Татарський
- Оператор-постановник:  Генріх Маранджян
- Композитор:  Ісаак Шварц
- Художник-постановник:  Ісаак Каплан
- Режисер: Н. Русанова
- Оператори: С. Іванов, А. Кудрявцев
- Звукооператор: Костянтин Лашков
- Художник по костюмах: В. Карпачова
- Монтаж: Т. Гусєва
- Редактор: Ю. Холін
- Асистент режисера: С. Ільїна
- Директор: В. Беспрозванний